# 紐瓦克 (密蘇里州)
紐瓦克（英語：Newark）是位於美國密蘇里州諾克斯縣的村。

## 人口
根據2020年美國人口普查的數據，紐瓦克的面積為0.84平方千米，皆為陸地。當地共有人口54人，而人口密度為每平方千米64人。